# スクリーム・クイーンズ
『スクリーム・クイーンズ』（原題：Scream Queens）は、アメリカ合衆国のFoxで放送されたテレビドラマである。
2015年9月22日より放送を開始。2016年12月20日に第2シーズンの最終回が放送されたが、第3シーズンの制作を行わないことが2017年5月に発表された。
本作は、名門ウォレス大学の社交クラブ「KKT」のメンバーたちが、大学のマスコットに扮して殺人を行う「赤い悪魔」と呼ばれる殺人鬼と立ち向かう様子を描いている。

## キャラクターとキャスト

### レギュラー・キャラクター
シャネル・オーバリン
演 - エマ・ロバーツ、日本語吹替 - 沢城みゆき
大学の社交クラブ「KKT」の現会長。金持ちの娘で自己中心的かつ高飛車な性格。“シャネル〇番”と呼ばれる取り巻きたちを常に従えている。
グレース・ガードナー
演 - スカイラー・サミュエルズ、日本語吹替 - 折井あゆみ
「KKT」の見習い会員。母とは幼い頃に死別しており、自分の出生の秘密を知るために「KKT」に入会した。
ヘスター・ウールリッチ / シャネル6番
演 - リア・ミシェル、日本語吹替 - 坂本真綾
「KKT」の見習い会員。脊柱側弯症という障害を持ち、首にギプスをつけている。後にシャネルからイケてる女子に改造され、“シャネル6番”となる。
チャド・ラドウェル
演 - グレン・パウエル、日本語吹替 - 小松史法
男子社交クラブの会長。金持ちでイケメンだが、若干頭が悪い。シャネルと付き合っているが、他の女子たちとも関係を持っている。
ピート・マルティネス
演 - ディエゴ・ボネータ、日本語吹替 - 柳田淳一
大学新聞の事件記者。グレースに好意を持っており、共に連続殺人事件の謎を追う。
リビー・パットニー / シャネル5番
演 - アビゲイル・ブレスリン、日本語吹替 - 中原麻衣（悲鳴:原語版流用）
シャネルの取り巻き。容姿に関して劣等感を持っている一方、シャネルよりは多少常識がある。
ゼイデイ・ウィリアムズ
演 - キキ・パーマー、日本語吹替 - 藤田奈央
「KKT」の見習い会員。グレースと同室になったことから親しくなる。将来の夢は政治家。
ジジ・コールドウェル
演 - ナシム・ペドラド、日本語吹替 - 藤野泰子
「KKT」存続のためにシャネルに雇われた弁護士。ウェスに近づき、付き合うことになる。
アール・グレイ
演 - ルシアン・ラヴィスカウント、日本語吹替 - 須藤翔
チャドの取り巻き。ゼイデイに好意を抱き、両想いとなる。
ウェス・ガードナー
演 - オリヴァー・ハドソン、日本語吹替 - 藤原啓治 （シーズン1）→井上和彦（シーズン2）
グレースの父親で、妻の死について秘密を持っている。娘には過保護で、ついには大学の教授として校内に入り込む。
セイディ・スウェンソン / シャネル3番
演 - ビリー・ラード、日本語吹替 - 小若和郁那
シャネルの取り巻き。冷凍食品チェーンの社長令嬢という裕福な出自だが、家族との仲は悪い。バイセクシュアルであり、アジア人のサムと親しくなる。
キャシー・マンチ
演 - ジェイミー・リー・カーティス、日本語吹替 - 唐沢潤
大学の学生部長。常に大学の名誉が最優先で、これまでに事件が起きても揉み消してきた。トラブルメーカーの「KKT」を潰したいと思っている。男好きで、グレースの保護者としてやってきたウェスを男性として狙っている。
デニス・ヘンプヒル
演 - ニーシー・ナッシュ、日本語吹替 - 斉藤貴美子
シャネルが殺人鬼から身を守るために雇った警備員。口だけは達者だが全然頼りにならない。何故かゼイデイを殺人鬼だと疑っている。
サム
演 - ジーナ・ハン、日本語吹替 - 東内マリ子
「KKT」の見習い会員。男子のような恰好をしたアジア人女性。同性であるシャネル3番と親しくなる。
ジェニファー
演 - ブリーズィ・エスリン、日本語吹替 - 品田美穂
「KKT」の見習い会員。蝋燭オタク。
チソルム刑事
演 - ジム・クロック、日本語吹替 - 田村真
連続殺人事件を担当する刑事。いい加減な捜査で現場を混乱させている。
ブロック・ホルト (シーズン2)
演 - ジョン・ステイモス、日本語吹替 - 堀内賢雄
キャシディ・カスケード (シーズン2)
演 - テイラー・ロートナー、日本語吹替 - 下川涼
イングリッド・ホッフェル (シーズン2)
演 - カースティ・アレイ、日本語吹替 - 小宮和枝
チェンバレン・ジャクソン (シーズン2)
演 - ジェームズ・アール、日本語吹替 - かぬか光明

### スペシャルゲスト・キャラクター
ソーニャ・ヘルマン / シャネル2番
演 - アリアナ・グランデ、日本語吹替 - 清水理沙
シャネルの取り巻きだが、実は裏でチャドと関係を持っていた。「KKT」会員の中で最初の犠牲者となる。
ブーン・クレメンス
演 - ニック・ジョナス、日本語吹替 - 堀江一眞
チャドの親友。ゲイの気があり、チャドに友情以上の想いを寄せている。
ブラッド・ラドウェル
演 - チャド・マイケル・マーレイ
チャドの兄。チャドが実家に連れてきたシャネルに対して不満を抱く。

## エピソード一覧

### シーズン一覧
| シーズン | シーズン | エピソード | 米国での放送日                 | 米国での放送日                 |
| シーズン | シーズン | エピソード | 初回                           | 最終回                         |
| -------- | -------- | ---------- | ------------------------------ | ------------------------------ |
|          | 1        | 13         | 2015年9月22日                  | 2015年12月8日                  |
|          | 2        | 10         | 2016年9月20日                  | 2016年12月20日                 |
| トータル | トータル | 23         | 2015年9月22日 – 2016年12月20日 | 2015年9月22日 – 2016年12月20日 |

### シーズン1 （2015年）
| 通算 | 話数 | タイトル             | 原題                  | 監督                     | 米国放送日     | 視聴者数 (万人) |
| ---- | ---- | -------------------- | --------------------- | ------------------------ | -------------- | --------------- |
| 1    | 1    | キャンパスの女王     | Pilot                 | ライアン・マーフィー     | 2015年9月22日  | 404             |
| 2    | 2    | 地獄の1週間          | Hell Week             | ブラッド・ファルチャック |                |                 |
| 3    | 3    | 悪夢のチェーンソー   | Chainsaw              | イアン・ブレナン         | 2015年9月29日  | 346             |
| 4    | 4    | お化け屋敷           | Haunted House         | Bradley Buecker          | 2015年10月6日  | 297             |
| 5    | 5    | 恐怖の迷路           | Pumpkin Patch         | ブラッド・ファルチャック | 2015年10月13日 | 239             |
| 6    | 6    | 危険なゲーム         | Seven Minutes in Hell | マイケル・アッペンダール | 2015年10月20日 | 259             |
| 7    | 7    | 復讐は蜜の味         | Beware of Young Girls | Barbara Brown            | 2015年11月3日  | 244             |
| 8    | 8    | ママの真実           | Mommie Dearest        | マイケル・アッペンダール | 2015年11月10日 | 251             |
| 9    | 9    | 幽霊の正体           | Ghost Stories         | マイケル・アッペンダール | 2015年11月17日 | 237             |
| 10   | 10   | 絶叫感謝祭           | Thanksgiving          | マイケル・レーマン       | 2015年11月24日 | 198             |
| 11   | 11   | ブラック・フライデー | Black Friday          | Barbara Brown            | 2015年12月1日  | 240             |
| 12   | 12   | 爆弾メール           | Dorkus                | Bradley Buecker          | 2015年12月8日  | 253             |
| 13   | 13   | 最後の赤い悪魔       | The Final Girl(s)     | ブラッド・ファルチャック |                |                 |

### シーズン2 （2016年）
| 通算 | 話数 | タイトル              | 原題                    | 監督                         | 米国放送日     | 視聴者数 (万人) |
| ---- | ---- | --------------------- | ----------------------- | ---------------------------- | -------------- | --------------- |
| 14   | 1    | スクリーム・アゲイン! | Scream Again            | ブラッド・ファルチャック     | 2016年9月20日  | 217             |
| 15   | 2    | 帰ってきた殺人鬼      | Warts and All           | Bradley Buecker              | 2016年9月27日  | 170             |
| 16   | 3    | 魅惑のオーガズム      | Handidates              | Barbara Brown                | 2016年10月11日 | 159             |
| 17   | 4    | ブルー・ハロウィーン  | Halloween Blues         | Loni Peristere               | 2016年10月18日 | 143             |
| 18   | 5    | シャネル勧誘大作戦    | Chanel Pour Homme‑icide | Barbara Brown                | 2016年11月15日 | 142             |
| 19   | 6    | 献血コンテスト        | Blood Drive             | Mary Wigmore                 | 2016年11月22日 | 115             |
| 20   | 7    | ブロックの受難        | The Hand                | Barbara Brown                | 2016年11月29日 | 133             |
| 21   | 8    | 髪を食べる男          | Rapunzel, Rapunzel      | ジェイミー・リー・カーティス | 2016年12月6日  | 118             |
| 22   | 9    | 緑の怪物サミット      | Lovin the D             | Maggie Kiley                 | 2016年12月13日 | 113             |
| 23   | 10   | 最後に笑う女          | Drain the Swamp         | イアン・ブレナン             | 2016年12月20日 | 137             |